# Jazz Raycole
Jazz Raycole, all'anagrafe Jazzmine Raycole Dillingham (Stockton, 11 febbraio 1988), è un'attrice e ballerina statunitense.
Ha interpretato il ruolo di Claire Kyle nella prima stagione della sit-com Tutto in famiglia, ma è stata sostituita nel ruolo da Jennifer Freeman all'inizio della seconda stagione. 
Ha in seguito collezionato diverse apparizioni da guest-star in serie televisive come Tutti odiano Chris, The office, Jericho, Senza traccia e Detective Monk.

## Filmografia parziale

### Attrice

#### Cinema
- Donne - Waiting to Exhale (Donne), regia di Forest Whitaker (1995)

#### Televisione
- Tutto in famiglia (My Wife and Kids) – serie TV, 12 episodi (2001-2002)
- Tutti odiano Chris (Everybody Hates Chris) – serie TV, 4 episodi (2005-2008)
- Detective Monk - serie TV, 5x03 (2006)
- Jericho – serie TV, 13 episodi (2006-2008)
- The Soul Man – serie TV, 12 episodi (2012-2016)
- Perception – serie TV, episodio 1x08 (2012)
- Avvocato di Difesa - The Lincol Lawyer (serie televisiva) – serie TV (2020)

### Doppiatrice
- Babe - Maialino coraggioso (Babe), regia di Chris Noonan (1995)

## Doppiatrici italiane
Nelle versioni in lingua italiana dei suoi lavori, Magda Szubanski è stata doppiata da:
- Letizia Ciampa in Tutto in famiglia, Avvocato di difesa - The Lincoln Lawyer
- Micaela Incitti in Perception